# Clergoux

 Clergoux  (en occitano Clergos) es una comuna y población de Francia, en la región de Lemosín, departamento de Corrèze, en el distrito de Tulle y cantón de La Roche-Canillac.
Su población en el censo de 2008 era de 370 habitantes.
Está integrada en la Communauté de communes du Doustre et du Plateau des Étangs.

## Demografía
| 375 | 375 | 458 | 333 | 353 | 344 | 359 | 460 | 583 | 546 | 593 | 577 | 583 | 626 | 604 | 617 | 665 | 617 | 702 | 663 | 502 | 508 | 510 | 437 | 380 | 335 | 390 | 430 | 397 | 390 | 367 | 385 | 370 |
| Para los censos de 1962 a 1999 la población legal corresponde a la población sin duplicidades (Fuente: INSEE [Consultar]) |     |     |     |     |     |     |     |     |     |     |     |     |     |     |     |     |     |     |     |     |     |     |     |     |     |     |     |     |     |     |     |     |